# Chalán
Chalán – miasto w Kolumbii, w departamencie Sucre.